# اولان نادیربک اولو
اولان نادیربک اولو (روسی: Улан Надырбек Уулу؛ زادهٔ ۵ ژانویهٔ ۱۹۸۱) کشتی‌گیر اهل قرقیزستان است.